# A代表 (ラグビー)
ラグビーユニオンのA代表とは、ナショナルチームにおけるカテゴリーの一つである。正代表に対して、いわゆる「セカンドチーム」「準代表」「二軍」「二本目」などに該当する。

## 概要
ワールドラグビーの「競技に関する規定」には、「一国のシニアの15人制代表チーム、またはそのすぐ下のシニアの15人制代表チーム、もしくは、シニアの7人制代表チームでプレーしたプレーヤーは、他の協会のシニアの15人制代表チーム、または、そのすぐ下のシニアの15人制代表チーム、もしくは、シニアの7人制代表チームでプレーすることはできない。」とある。
この「そのすぐ下のシニアの15人制代表チーム」が、「A代表」である。
ラグビーのA代表とは、いわゆる正代表である「一国のシニアの15人制代表チーム」に対し、予備軍的な存在であり、正代表がA代表と呼ばれるサッカーなどとは異なる。実力的にほぼ同格の国のA代表同士の対戦や、格上の国のA代表と格下の国の正代表の対戦、正代表が他国に遠征した際に、正代表同士の対戦の合間に正代表とA代表との対戦が組まれる場合などがある。また、A代表の下にB代表が編成されることもある。
ワールドラグビーは、個々の選手の代表資格の有無を明確にするため、傘下の各協会に「そのすぐ下のシニアの15人制代表チーム」の名前を届け出ることを義務づけている。
ほとんどの協会は国・地域の名に「A」を付けたものを届け出ている。
ニュージーランドラグビー協会は2005年から「ジュニア・オールブラックス (Junior All Blacks)」をチーム名とすることを届け出ていたが、2022年からは「オールブラックスXV (All Blacks XV)」をチーム名とすることを届け出ている。ジュニア・オールブラックスは、過去に日本代表などとともにパシフィック・ネイションズカップに参加していた。
イングランドラグビー協会は2006年から「イングランド・サクソンズ (England Saxons)」をチーム名とすることを届け出ている。
A代表は、正代表と同じく年齢制限は無い。年齢別代表であるU20代表をA代表として届け出ている例もあったが、2018年からU20代表をA代表とすることは禁止された。

## 日本
ラグビー日本代表において、正代表ではない試合（キャップ非対象、テストマッチ対象外）において、2007年以降の国際試合でJAPAN XV（ジャパン・フィフティーン）の名称がしばしば使われる。逆に、「キャップ非対象、テストマッチ対象外」でありながら、重要な強化試合として正代表で構成される「JAPAN XV」もあり、その場合は あえてチーム名を「日本代表」とする場合もある。

### かつてのA代表「ジュニア・ジャパン」
2012年度から、日本ラグビーフットボール協会はワールドカップ2019に向けた若手選手育成プロジェクト「ジュニア・ジャパン」プログラムを開始し、2013年から、U23で構成する「A代表（第2代表）」の大会「パシフィックラグビーカップ・オ―ストラリアシリーズ（Pacific Rugby Cup Australian series）」に参加させた。この大会は、後に「ワールドラグビーパシフィックチャレンジ（World Rugby Pacific Challenge）」となり、現在も行われているが、2024年から年齢制限が緩和された（23歳以下の選手23名と、18歳以上で年齢不問の5名の、計28名でチームを構成する規約へ変更）。
U23選手による「ジュニア・ジャパン」は、まさにユースとして「日本A代表」だったが、2020年ワールドラグビーパシフィックチャレンジの初優勝を最後に、活動を終了した。
以降、2023年にはU20日本代表が「ジュニア・ジャパン」として、年齢のハンディを背負いながらU23の「ワールドラグビーパシフィックチャレンジ」に出場。「ジュニア・ジャパン」のチーム名は、この年が最後となった。

### 現在のA代表「JAPAN XV」
2024年4月開催「ワールドラグビーパシフィックチャレンジ2024（World Rugby Pacific Challenge 2024）」について、ワールドラグビーは、「日本・フィジー・サモア・トンガによるA代表の育成大会」であると位置づけ、「23歳以下の選手23名と、18歳以上で年齢を問わない5名の選手」をチーム構成要件を明示している。日本は、U20日本代表チームをもとに「JAPAN XV（ジャパンフィフティーン）」というチーム名で参加する。

### 2種類の「JAPAN XV」
以上にように、日本のA代表として2024年現在は、
1. 年齢が正代表に近い「JAPAN XV」- （例）2024年6月29日・7月6日の「JAPAN XV vs マオリ・オールブラックス」[9]
2. 若い選手による「JAPAN XV」- （例）2024年4月「ワールドラグビー パシフィック･チャレンジ2024」出場チーム[7]

がある。